# Brama Krowia
Brama Krowia (niem. Kuhtor, (kaszub. Krowiô Bróma) – zabytkowa, jedna z najstarszych bram wodnych w Gdańsku. Umiejscowiona jest nad Motławą, u wylotu ulicy Ogarnej. Umożliwia komunikację, poprzez most Krowi, z Wyspą Spichrzów.
Brama Krowia jest siedzibą Oddziału Regionalnego Polskiego Towarzystwa Turystyczno-Krajoznawczego w Gdańsku.

## Historia
Brama została wybudowana w XIV wieku. Nazwa najprawdopodobniej pochodzi od drogi, którą pędzono bydło.
Na początku XX wieku władze miejskie zdecydowały o całkowitej przebudowie budynku i z gotyckiej przerobiono ją na historyzującą. Mimo iż brama w czasie II wojny światowej nie ucierpiała zbyt mocno, podjęto decyzję o jej wyburzeniu i odbudowaniu w stylu, w jakim była przed przebudową. Wykorzystano do tego autentyczne średniowieczne fragmenty.

## Galeria

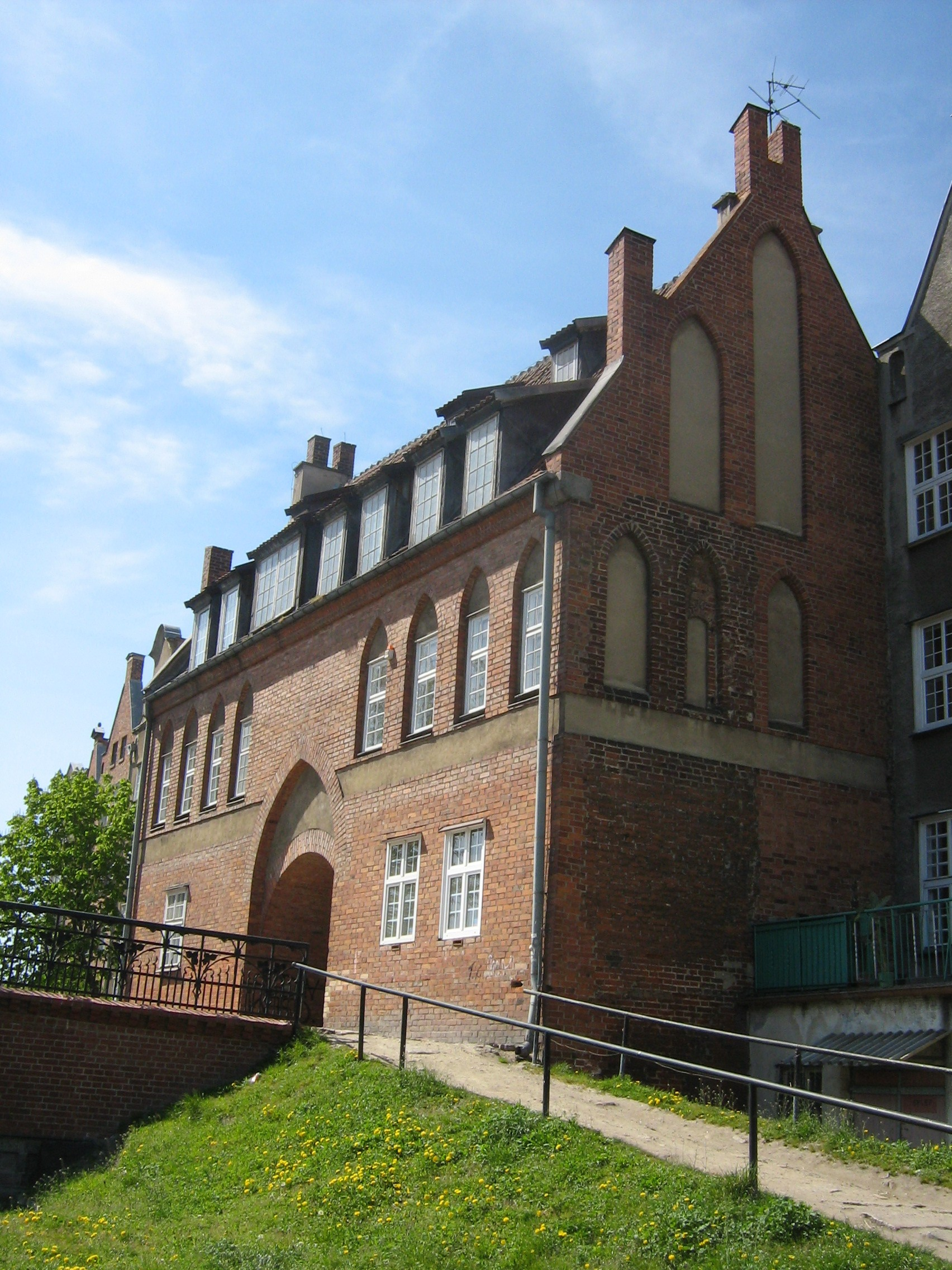
Strona zewnętrzna
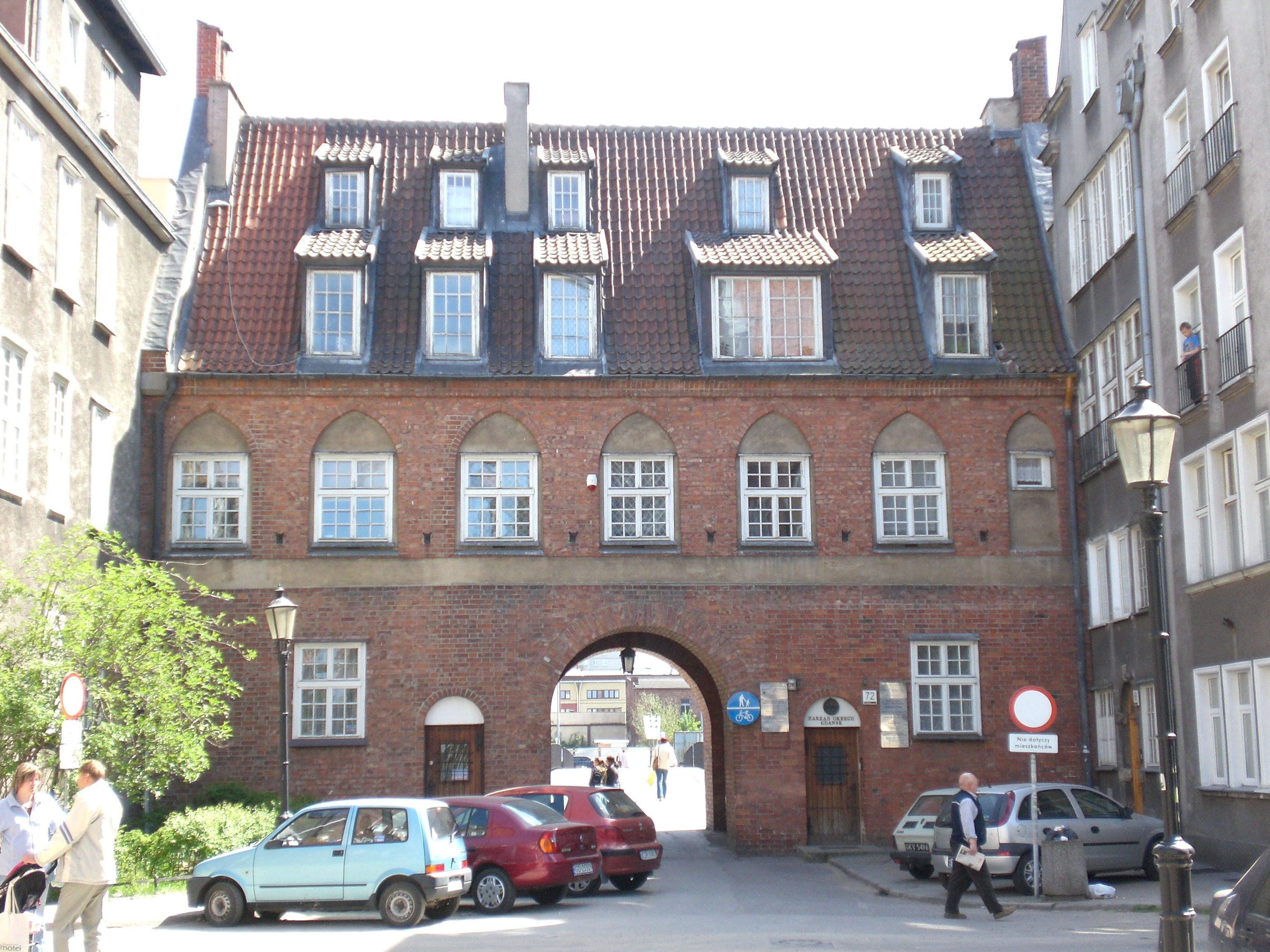
Strona wewnętrzna
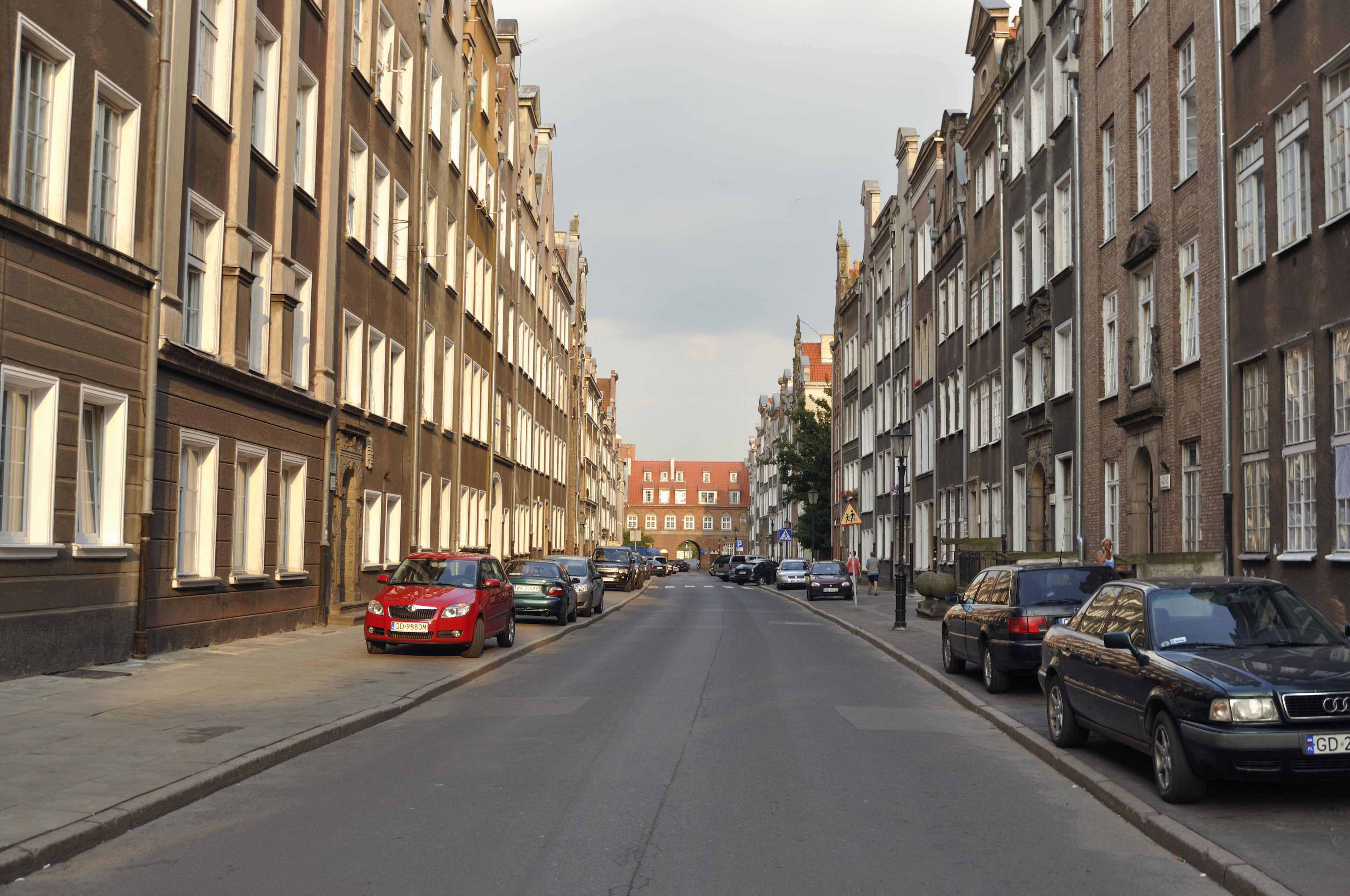
Widok z ulicy Ogarnej
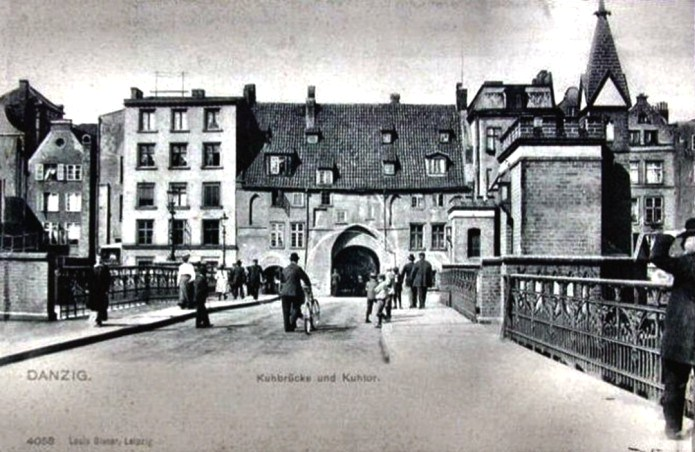
Most Krowi i Brama Krowia na pocztówce z około 1900